# Trentepohlia albitarsis
Trentepohlia albitarsis är en tvåvingeart som först beskrevs av Carl Ludwig Doleschall 1857.  Trentepohlia albitarsis ingår i släktet Trentepohlia och familjen småharkrankar. Inga underarter finns listade i Catalogue of Life.